# Saint-Germain-sous-Doue
Saint-Germain-sous-Doue é uma comuna francesa localizada na região administrativa da Île-de-France, no departamento Sena e Marne. A comuna possui 364 habitantes segundo o censo de 1990.